# Энтри-Риус-ду-Уэсти
Энтри-Риус-ду-Уэсти (порт. Entre Rios do Oeste) — муниципалитет в Бразилии, входит в штат Парана. Составная часть мезорегиона Запад штата Парана. Входит в экономико-статистический микрорегион Толеду. Население составляет 3626 человек на 2006 год. Занимает площадь 122,071 км². Плотность населения — 29,7 чел./км².

## Статистика
- Валовой внутренний продукт на 2003 год составляет 58 001 205,00 реалов (данные: Бразильский институт географии и статистики).
- Валовой внутренний продукт на душу населения на 2003 год составляет 16 624,02 реалов (данные: Бразильский институт географии и статистики).
- Индекс развития человеческого потенциала на 2000 год составляет 0,847 (данные: Программа развития ООН).